# ماتياس شتاين
ماتياس شتاين هو سياسي ألماني، ولد في 21 فبراير 1970 في كيل في ألمانيا. نشط حزبياً في الحزب الديمقراطي الاجتماعي الألماني. في الانتخابات الفيدرالية الألمانية 2017، انتخب عضو في البوندستاغ الألماني عن دائرة كيل ‏ وقد انضم خلال البوندستاغ الألماني التاسع عشر (24 أكتوبر 2017 – ) للكتلة البرلمانية المجموعة البرلمانية للحزب الديمقراطي الاجتماعي ‏.